# Dr. Schotte
Dr. Schotte er en tysk stumfilm fra 1918 af William Wauer.

## Medvirkende
- Albert Bassermann
- Elsa Bassermann
- Käthe Wittenberg